# Georgyshütte
Horská chata Georgyshütte se nalézá na jižním hřebeni Piz Languard v nadmořské výšce 3175 metrů, jedná se o nejvýše položenou horskou chatu v kantonu Graubünden. 
Chata má velkou terasu, jídelnu a kemp pro 24 osob. 
Chata nese jméno lipského malíře Wilhelma Georgyho (* 1819; † 1887), který byl spolu s malířem Emilem Rittmeyerem pověřen ilustrováním přírodovědné publikace Friedricha Tschudiho Das Tierleben der Alpen. Georgy často pobýval ve vyšších, odlehlých oblastech, například v chatě na Piz Languard, kde poznával přírodu za nejrůznějších povětrnostních podmínek a prováděl studie. Velká olejomalba Bernina Group s kamzíky z Piz Languard je výsledkem pečlivého studia zvířat a přírody v okolí Georgyho chaty.